# Teleutias akratonos
Teleutias akratonos är en insektsart som beskrevs av Montealegre-z. och G.K. Morris 1999. Teleutias akratonos ingår i släktet Teleutias och familjen vårtbitare. Inga underarter finns listade i Catalogue of Life.